# Jan-Ingwer Callsen-Bracker
Jan-Ingwer Callsen-Bracker (Schleswig, 23 settembre 1984) è un ex calciatore tedesco, difensore.

## Caratteristiche tecniche
È un difensore centrale.